# Indestructible Object
Indestructible Object é o vigésimo EP da banda They Might Be Giants, lançado a 6 de Abril de 2004.

## Faixas
Todas as faixas por They Might Be Giants.
1. "Am I Awake?" - 3:04
2. "Memo to Human Resources" - 2:02
3. "Au Contraire" - 2:26
4. "Ant" - 2:55
5. "Caroline, No" (Cover de The Beach Boys) - 2:05

## Paradas
Álbum
| Parada (2004)          | Posição |
| ---------------------- | ------- |
| Top Independent Albums | 36      |